# Lista de filmes perdidos (1890-99)
Esta é uma lista de  filmes perdidos que foram lançados na década de 1890.
| Ano  | Filme                                            | Diretor                              | Elenco                    | Notas | Ref                 |
| ---- | ------------------------------------------------ | ------------------------------------ | ------------------------- | --- | ------------------- |
| 1890 | Traffic in King's Road, Chelsea                  | William Friese-Greene                |                           | Mostra o tráfego em King's Road, Chelsea, Londres | [ 1 ]               |
| 1891 | Duncan Smoking                                   | William K.L. Dickson                 |                           | Primeira parte da chamada Trilogia Duncan | [ 2 ]               |
| 1891 | Monkey and Another, Boxing                       | William K.L. Dickson e William Heise |                           | Curta-metragem experimental realizada pelo Edison Studios, de Thomas Edison                                                                                | [carece de fontes?] |
| 1892 | Boxing                                           | William K.L. Dickson                 |                           | Curta-metragem experimental realizado pelo Edison Studios, de Thomas Edison                                                                                | [ 3 ]               |
| 1892 | Le Clown et ses Chiens                           | Charles-Émile Reynaud                |                           | Animação francêsa de curta-metragem | [ 4 ]               |
| 1892 | Le prince de Galles                              | Louis Lumière                        |                           | Documentário francês de curta-metragem | [ 5 ]               |
| 1892 | Man on Parallel Bars                             | William K.L. Dickson                 |                           | Curta-metragem experimental realizado pelo Edison Studios, de Thomas Edison                                                                                | [carece de fontes?] |
| 1892 | Pauvre Pierrot                                   | Charles-Émile Reynaud                |                           | Animação francesa de curta-metragem | [ 4 ]               |
| 1892 | Un bon bock                                      | Charles-Émile Reynaud                |                           | Animação francesa de curta-metragem | [ 4 ]               |
| 1892 | Wrestling                                        | William K.L. Dickson                 |                           | Curta-metragem experimental realizado pelo Edison Studios, de Thomas Edison                                                                                | [ 6 ]               |
| 1893 | Horse Shoeing                                    | William K.L. Dickson                 | William K.L. Dickson      | Documentário em curta-metragem realizado pelo Edison Studios, de Thomas Edison. Foi um dos primeiros filmes a ser exibido comercialmente no mundo, em 1894 | [ 7 ]               |
| 1894 | Chinese Opium Den                                | William K.L. Dickson                 |                           | Curta-metragem realizado pelo Edison Studios, de Thomas Edison. Acredita-se que seja o primeiro filme a retratar o uso de drogas                           | [ 8 ]               |
| 1894 | Cock Fight                                       | William K.L. Dickson                 |                           | Curta-metragem realizado pelo Edison Studios, de Thomas Edison, retratando uma luta de galos. Foi refeito no mesmo ano, resultando em Cock Fight, No. 2    | [carece de fontes?] |
| 1896 | Annabelle in Flag Dance                          | ?                                    |                           | Curta-metragem do Edison Studios | [ 9 ]               |
| 1896 | Arrivée d'un train gare de Vincennes             | Georges Méliès                       |                           | Um documentário francês de curta-metragem. | [carece de fontes?] |
| 1896 | L'Arroseur (aka Watering the Flowers)            | Georges Méliès                       |                           | Uma comédia de curta-metragem. | [carece de fontes?] |
| 1896 | Barque sortant du port de Trouville              | Georges Méliès                       |                           | | [carece de fontes?] |
| 1896 | Bateau-mouche sur la Seine                       | Georges Méliès                       |                           | | [carece de fontes?] |
| 1896 | Bébé et fillettes                                | Georges Méliès                       |                           | Um documentário de curta-metragem. | [carece de fontes?] |
| 1896 | Les Blanchisseuses                               | Georges Méliès                       |                           | Um documentário de curta-metragem. | [carece de fontes?] |
| 1896 | Bois de Boulogne (Porte de Madrid)               | Georges Méliès                       |                           | Um documentário de curta-metragem. | [carece de fontes?] |
| 1896 | Bois de Boulogne (Touring Club)                  | Georges Méliès                       |                           | Um documentário de curta-metragem. | [carece de fontes?] |
| 1896 | Boulevard des Italiens                           | Georges Méliès                       |                           | Um documentário de curta-metragem. | [carece de fontes?] |
| 1896 | Campement de bohémiens (The Bohemian Encampment) | Georges Méliès                       |                           | Um documentário de curta-metragem. | [carece de fontes?] |
| 1896 | Les chevaux de bois                              | Georges Méliès                       |                           | | [carece de fontes?] |
| 1896 | Le chiffonnier                                   | Georges Méliès                       |                           | | [carece de fontes?] |
| 1896 | Couronnement de la rosière                       | Georges Méliès                       |                           | | [carece de fontes?] |
| 1896 | Déchargement de bateaux                          | Georges Méliès                       |                           | | [carece de fontes?] |
| 1896 | Jardinier brûlant des herbes                     | Georges Méliès                       |                           | | [carece de fontes?] |
| 1896 | Jetée et Plage de Trouville, 1st and 2nd parts   | Georges Méliès                       |                           | | [carece de fontes?] |
| 1896 | Jour de marché à Trouville                       | Georges Méliès                       |                           | | [carece de fontes?] |
| 1896 | Gestoorde hengelaar                              | M.H. Laddé                           |                           | O primeiro filme de ficção holandês. | [ 10 ]              |
| 1896 | Spelende kinderen                                | M.H. Laddé                           |                           | | [ 11 ]              |
| 1896 | Zwemplaats voor Jongelingen te Amsterdam         | M.H. Laddé                           |                           | | [ 12 ]              |
| 1899 | The Jeffries–Sharkey Contest                     | William Brady, Tom O'Rourke          | Jim Jeffries, Tom Sharkey | Filme da Biograph Company sobre o campeonato de pesos-pesado, 135 minutos de duração, primeiro filme rodado com luz artificial.                            | [ 13 ]              |